# Kamenska
Kamenska es una localidad de Croacia en el ejido de Brestovac, condado de Požega-Eslavonia.
En la aldea fue construido el monumento a la Victoria Revolucionaria del Pueblo de Eslavonia (en croata: Spomenik pobjedi revolucije naroda Slavonije).

## Geografía
Se encuentra a una altitud de 237 m s. n. m. a 153 km de la capital nacional, Zagreb.

## Demografía
En el censo 2011 el total de población de la localidad fue de 0 habitantes.
| Gráfica de población de Kamenska 1857-2011                          |
|                                                                     |
| Según los censos de población de la oficina estadística de Croacia. |

## Monumento
El monumento a la Victoria Revolucionaria del Pueblo de Eslavonia conmemoraba a los soldados del Sexto Cuerpo de Eslavonia y a las víctimas civiles de la región circundante que perecieron durante la Guerra de Liberación Nacional (Segunda Guerra Mundial).
Diseñado por el escultor croata Vojin Bakić, el complejo en Kamenska se inauguró el 9 de noviembre de 1968, una fecha que conmemoraba el 25 aniversario de la creación del Sexto Cuerpo con una ceremonia masiva presidida por el presidente yugoslavo Josip Broz (junto con su esposa Jovanka).
El monumento se erguía como un monolito brillante de 30 metros de altura, que se asemejaba a unas aleteadas alas de tela brillante, cubiertas con paneles de acero inoxidable de 1.600 m² que tenían un grosor de 2 a 3 mm, todo colocado sobre una amplia plataforma de mármol negro. En el momento en que se construyó, era considerada la escultura modernista más grande del mundo. Además, preexistiendo en este sitio estaba la tumba conmemorativa del líder militar croata Nikola Demonje, comandante de la 12.a División Partisana de Eslavabonia, sepultado allí por deseo del fallecido.
En diciembre de 1991, los soldados de la 123.° Brigada del Ejército Croata Požega avanzaron sobre la zona. Varias semanas después, a fines de febrero de 1992, se alega que esta brigada del ejército hizo varios intentos de destruir el monumento Kamenska con explosivos. En el tercer intento pudieron destruir el monumento el 21 de febrero.